# HMS Ursa (R22)
«Урса» (англ. HMS Ursa (R22) — військовий корабель, ескадрений міноносець типу «U» Королівського військово-морського флоту Великої Британії часів Другої світової та Холодної воєн.
Ескадрений міноносець «Урса» закладений 2 травня 1942 року на верфі компанії John I. Thornycroft & Company у Вулстоні. 22 липня 1943 року він був спущений на воду, а 1 березня 1944 року увійшов до складу Королівських ВМС Великої Британії. Есмінець брав участь у бойових діях на морі в Другій світовій війні, бився у Північній Атлантиці біля берегів Франції, Англії та Норвегії, забезпечував висадку союзників у Нормандії, на Тихому океані. За проявлену мужність та стійкість у боях бойовий корабель заохочений трьома бойовими відзнаками.

## Бойовий шлях

### 1944
30 березня 1944 року есмінець увійшов до складу сил, що готувались до проведення операції «Тангстен» — атаці палубною авіацією королівського військово-морського флоту Великої Британії німецького лінкора «Тірпіц», здійснена 3 квітня 1944 року. Британське командування побоювалося, що цей єдиний лінкор, що лишився у німців і переховувався в Алта-фіорді, після ремонту знову стане загрозою стратегічно важливим арктичним конвоям, які доставляли вантажі до Радянського Союзу. Знищення лінкора дозволило б звільнити кілька важких бойових кораблів, що дислокувалися у Північному морі для протидії «Тірпіцу». 3 квітня літаки з п'яти авіаносців завдали удару по «Тірпіцу». Британські льотчики на 42 пікіруючих бомбардувальниках Fairey Barracuda у супроводі 80 винищувачів зустріли серйозний опір німців. Й хоча п'ятнадцять авіабомб вразили ціль, німецькому лінійному кораблю не були завдані суттєвих збитків. Через два місяці він знову увійшов до строю. Втрати британців склали чотири літаки, дев'ять льотчиків загинули.
14 травня «Урса» забезпечував прикриття ескортним авіаносцям «Імперор» і «Страйкер» під час нальоту їхньої палубної авіації на позиції німців у Рьорвіку та Штадландеті на території окупованої Норвегії

### 1945
4 січня 1945 року британський флот вдруге провів рейд під кодовою назвою операція «Лентіл» із завдання чергового повітряного удару по нафтових інсталяціях у Пангкалан Брандан.
24 січня 1945 року британці провели черговий наліт у ході операції «Меридіан» на об'єкти нафтової промисловості в Палембанг.